# ACS Sepsi SIC Sfântu Gheorghe
ACS Sepsi SIC Sfântu Gheorghe este un club de baschet feminin din Sfântu Gheorghe. Clubul a fost înființat în 2006, sub numele de BC Sepsi Sfântu Gheorghe, dar s-a desființat în vara anului 2011. În anul 2012, clubul s-a reînființat sub actualul nume și a rămas în prima ligă până în prezent. Sepsi Sfântu Gheorghe a devenit de opt ori campioana României și a câștigat de nouă ori Cupa României la baschet feminin.

## Palmares
Liga Națională
 Campioană (8): 2015–16, 2016–17, 2017–18, 2018–19, 2020-21, 2021-22, 2022-23, 2024-25
 Vicecampioană (3): 2007–08, 2008–09, 2014–15
 Cupa României
 Câștigătoare: (9) 2007–08, 2014–15, 2015–16, 2017–18, 2018–19, 2020–21, 2021–22, 2022-23, 2024-25
 Finalistă (2) 2013–14, 2016–17
 Eurocup:
- Sferturi de finală: 2021
- Șaisprezecimi: 2010

## Lotul actual0
- 00 Chucky Jeffery
- 07  Melánia Kokovay
- 08  Milica Ivanović
- 09  Kata Dézsi
- 12  Andrea Sinka
- 13  Judit Kajdacsi
- 14  Mekia Valentine
- 18  Bernadett Szabó
- 20  Eszter Kolozsi
- 22  Elena Dincă
- 24  Noémi Csulak
- 25  Jasmine Bailey
- 21  Annemarie Părău
- 33  Tabytha Wampler

## Legături externe
- Site oficial